# Karl Burkhart
Karl Burkhart (10 de maio de 1908 — 1976) foi um ciclista suíço. Competiu nos Jogos Olímpicos de Verão de 1936 em Berlim, onde terminou em nono lugar na prova tandem (pista).